# DUS-III Ptapta
DUS-III Ptapta byl dvoumístný sportovní a turistický dvouplošník a druhé polské letadlo, které využívalo v konstrukci hliníkové slitiny (dural). Byl postaven na podzim 1927 a poprvé vzlétl v říjnu 1928.

## Vznik a vývoj
V roce 1927 ing. Jerzy Dąbrowski a Antoni Uszacki (konstrukční skupina DUS), zaměstnanci projekční kanceláře Zakłady Mechaniczne Plage & Laśkiewicz z Lublinu, navrhli lehké sportovní letadlo „Ptapta“ DUS-III . Celkem neobvyklé jméno mu bylo dáno na přání zkušebního, zalétavajícího pilota. Antoni Ernest Mroczkowski (letecké eso z první světové války a polsko-sovětské války) projevil přání, aby letoun nesl jméno jeho dcery „Ptapta“. Letoun byl postaven v továrně Plage & Laśkiewicz v roce 1928 za finanční podpory LOPP (Liga obrany protivzdušné a protiplynové, Liga Obrony Powietrznej i Przeciwgazowej). DUS-III poprvé vzlétl 10. října 1928. Bylo to druhé polské letadlo po letadle Skraba ST-3 s duralovým skeletem.
Po několika desítkách zkušebních letů bylo rozhodnuto jej přestavět do jednomístné verze pro dálkové lety. V létě 1929 bylo přestavěno na dálkovou verzi a teprve poté bylo 4. října 1929 zapsáno do leteckého rejstříku s imatrikulací SP-ACK a stalo se vlastnictvím leteckého klubu Lublin, kde jej označovali jako LKL I. V tomto klubu létalo až do 26. dubna 1930, kdy bylo po havárii z leteckého rejstříku vymazáno.
Světová krize způsobila finanční potíže firmy Plage a Laskiewicz, které vyvrcholily v roce 1935 její likvidací. V témže roce pak byl na základech staré firmy založen jeden z podniků zestátněného polského leteckého průmyslu a nazván Lubelska Wytwórnia samolotow (LWS).

## Popis letounu
Jednalo se o dvouplošník s nestejným rozpětím křídel. Horním křídlo mělo větší rozpětí než křídlo dolní tzv. jedenapůlplošník (sesqiuplane). Obě křídla měla po dvou duralových nosnících, dřevěná žebra a látkový potah. Měla obdélníkový průřez s výjimkou zakončení do mírně zahnutých špiček. Navzájem proti sobě byla vertikálně posunuta a vyztužena vzpěrou se rozšířenými konci. Pouze horní křídlo neslo křidélka. To bylo nad trupem neseno baldachýnem tvořenými dvěma vzpěrami z duralových trubek ve tvaru obráceného písmene V. Navíc mezi horním a dolním křídlem a rovněž tak mezi horním křídlem a trupem byly vždy dvojice zkřížených ocelových pásů. Pro použití duralových nosníků, odpovídajícím způsobem zesílených, byl použit jako vzor letoun Breguet 14, který využívalo polské letectvo.
Na letounu byl instalován vzduchem chlazený hvězdicový pětiválcový motor Walter NZ-60 o nominálním výkonu 60 k/44 kW. Byl namontován do špičaté, oválné přídě letounu tak, že jen válce vystupovaly z jeho obrysu a byly tak vystaveny žádoucímu vzduchovému chlazení. Motorový kryt byl zhotoven z duralového plechu.
Příhradový trup byl vyroben z duralových trubek. Přední a horní část trupu byla potažená duralovým plechem. Ve dlouhém výřezu v trupu byly dva otevřené kokpity v tandemovém uspořádání. Přední kokpit byl pod zadní hranou horního křídla, ve kterém byl výřez poskytující lepší výhled a usnadňoval přístup. Za kokpity byl již trup pokryt látkou. Svislá ocasní plocha (kýlovka a směrovka) měla trojúhelníkový profil a nesla obdélníkové výškovky s výřezem pro pohyb kormidla. Letoun měl klasický, beznápravový masivní podvozek. Kola byla nesena rameny, která byla přimontována k centroplánu. Hlavní nohy byly opatřeny pryžovým tlumiči.
Přestavbou v roce 1929 se z původního dvoumístného stroje stal jednomístný.

## Použití
Krátce po svém prvním letu se letoun Ptapta zúčastnil II. zemské soutěže turistických letadel (28. října - 1. listopadu 1928), kterou uspořádala organizace LOPP. Na startu stanulo 14 letadel, mezi nimiž Antoni Ernest Mroczkowski obsadil 8. místo, když dosáhl nejvyšší cestovní rychlosti. Na vzdálenosti 180 km (trasa 15 km, 6x tam a zpět) dosáhl času 78 minut 47 vt. a dosáhl průměrné rychlosti 137 km/h.
V létě roku 1929 byl letoun Ptapta přestavěn odstraněním a překrytím předního kokpitu a jeho nahrazením velkou palivovou nádrží. Cílem úprav byl pokus o vytvoření světového rekordu v délce letu na uzavřeném okruhu v kategorii jednomístných letadel s prázdnou hmotností do 350 kg. S přídavnou nádrží byl měl letoun uletět 2 800 km.
Před rekordním pokusem se ještě DUS-III v září 1929 zúčastnil soutěže pilotů, I. let jihozápadního Polska. Z ohlášených 22 účastníků dostavilo se jich 18. Vítězem se stal František Žwirko na letounu RWD-2.
První pokus provedl pilot Władysław Szulczewski zkušebním vytrvalostním letem. Při pokusu 23. ledna 1930 na trase Lublin-Lvov-Krakov-Poznaň-Grudziądz-Varšava-Lublin (1300 km) přerušil pilot let po osmi hodinách kvůli nepříznivým povětrnostním podmínkám a navíc letadlo poškodil při přistání v Poznani. Letoun měl při pokusu vyšší spotřebu paliva, než výpočet předpokládal. S úpravou letounu byl totiž instalován i modifikovaný motor Walter NZ-70 (70 k/52 kW, 1929), který měl vyšší výkon než původní Walter NZ-60 (60 k/44 kW), ale také měl vyšší spotřebu.
V dubnu 1930 byl proveden druhý pokus, který ale vzápětí skončil. Přetížené letadlo havarovalo při startu. Letadlo již nebylo opraveno.

## Uživatelé
- Polsko
  - Lubelski Klub Lotniczy (Lublaňský letecký klub) pod názvem Lublin LKL I

## Specifikace
Údaje dle

### Technické údaje
- Posádka: 2
- Rozpětí křídla: 8,0 m
- Délka: 5,39 m
- Výška: 2,14 m
- Nosná plocha: 15,0 m2
- Plošné zatížení: 45,0 kg/m2
- Hmotnost prázdného letounu: 322 kg (po úpravě 360 kg)
- Vzletová hmotnost: 566 kg
- Pohonná jednotka: vzduchem chlazený hvězdicový pětiválcový motor Walter NZ-60
  - nominální výkon: 60 k (44 kW) při 1400 ot/min
  - vzletový výkon: 75 k (55 kW) při 1750 ot/min
- Vrtule: dřevěná, dvoulistá vrtule s pevnými listy

### Výkony
- Maximální rychlost: 160 km/h
- Cestovní rychlost: 140 km/h
- Přistávací rychlost: 65 km/h
- Dostup: 2 300 m (po úpravě 2 000 m)
- Stoupavost: do 1750 m 30 minut